# 直線若鰺
直線若鰺（学名：Carangoides orthogrammus），又名甘仔魚、瓜仔、直線平鰺，为輻鰭魚綱鱸形目鱸亞目鰺科若鰺屬下的一个种。

## 分類及命名
本種先由美國魚類學家大衛·斯塔爾·喬丹和查爾斯·亨利·吉爾伯特於1881年根據從Revillagigedo群島取得的標本進行科學描述，該標本被指定為模式種。他們將這種新物種命名為Caranx orthogrammus，之後又被歸類在Carangoides屬。該物種被多次獨立重新描述，並被歸類在亞種2次，约翰·特雷德威尔·尼科尔斯認為他的C. ferdau jordani與C. orthogrammus不同，它也被認為是C.gymnostethoides的亞種或同義詞，並且也被重命名為C. nitidus。本種現在被認為是一個單獨的物種，根據ICZN命名規則，亞種名稱和後來的名稱無效，具體的加詞在希臘文中意為「直線」。

## 分布
本魚分布於印度太平洋區，從西印度洋至玻里尼西亞、墨西哥、Revillagigedo群島，北起日本南部、夏威夷群島，南迄澳洲海域，深度3-168公尺。

## 特徵

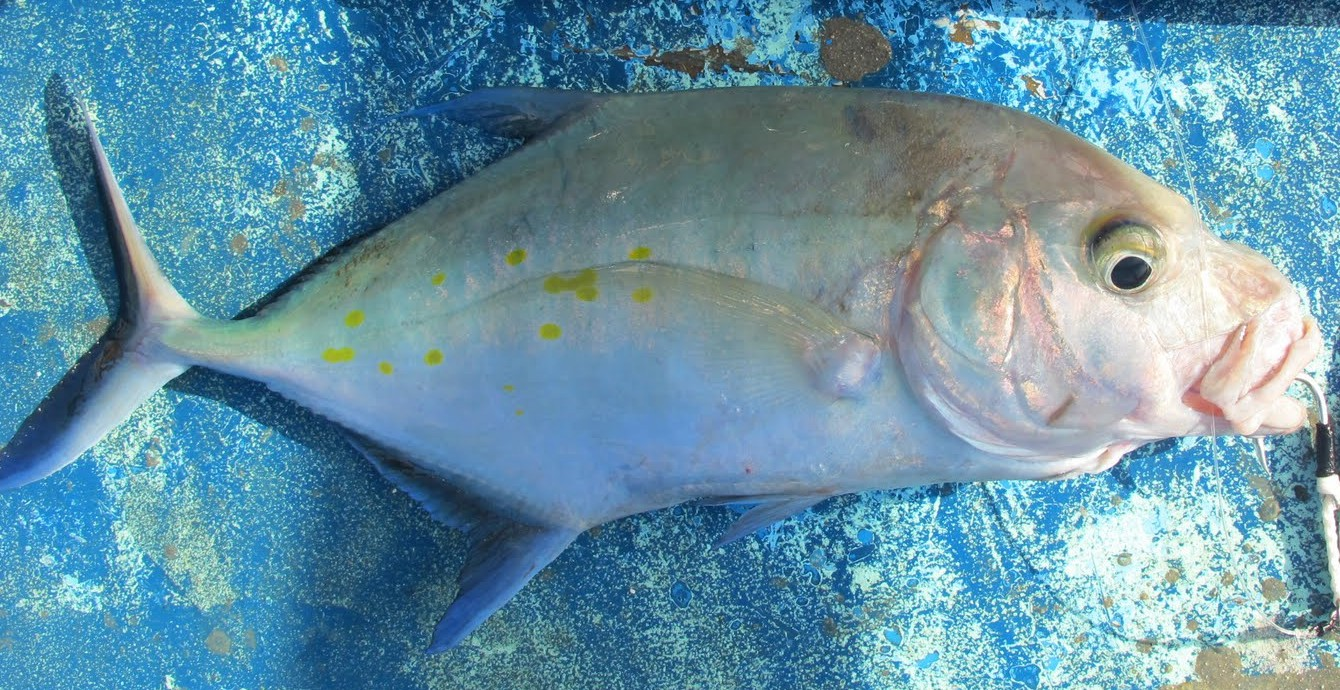
厚唇是直線若鰺的明顯特徵。

本魚體略呈長方形而側扁，背部輪廓比腹部輪廓更凸，鼻子通常略微圓鈍，唇厚，上下頷具絨毛狀齒。具2個背鰭，背鰭硬棘9枚、背鰭軟條28-31枚、臀鰭硬棘3枚、臀鰭軟條24-26枚，體長可達75公分，體重可達6.6公斤。體上半部淺藍綠色，在下半部變得更加銀色，成魚在靠近中線的身體上散佈著幾個相當大的橢圓形，黃色到黃銅色的斑點。從頭部到尾柄有9個或10個黑色豎條。第二背鰭、肛門和尾鰭呈淡褐色至淺藍色，其他所有鰭都呈淡綠色至透明色。

## 生態及經濟利用
棲息在礁石區，通常單獨或成小群活動，屬肉食性，以魚類、甲殼類及頭足類等為食，生活習性不明，為商業性魚類，通常採用鉤線，拖網和各種類型的手工漁具捕獲，可做為食用魚。

## 扩展阅读
- 維基物種上的相關：直線若鰺